# L'Hôpital-le-Grand
 L'Hôpital-le-Grand  es una localidad y comuna de Francia, en la región de Ródano-Alpes, departamento de Loira, en el distrito y cantón de Montbrison.
Su población en el censo de 1999 era de 596 habitantes.
Está integrada en la Communauté d'agglomération Loire-Forez.

## Demografía
| 303 | 341 | 361 | 407 | 506 | 596 |
| Para los censos de 1962 a 1999 la población legal corresponde a la población sin duplicidades (Fuente: INSEE [Consultar]) |     |     |     |     |     |